# Oteapan

## Demografía
| Censo | Población |
| ----- | --------- |
| 1900  | 1 534     |
| 1910  | 1 830     |
| 1921  | 1 683     |
| 1930  | 1 934     |
| 1940  | 2 358     |
| 1950  | 2 588     |
| 1960  | 3 293     |
| 1970  | 3 961     |
| 1980  | 6 216     |
| 1990  | 10 463    |
| 1995  | 12 167    |
| 2000  | 12 115    |
| 2005  | 12 744    |
| 2010  | 14 925    |
| 2020  | 10 343    |